# اویتفیلدن
شهر اویتفیلدن (به آلمانی: Ostfildern) در ایالت بادن-وورتمبرگ در کشور آلمان واقع شده‌است.